# June Havoc
June Havoc, pseudonimo di Ellen Evangeline Hovick (Vancouver, 8 novembre 1912 – Stamford, 28 marzo 2010), è stata un'attrice statunitense.

## Biografia

### L'infanzia e il vaudeville
June Hovick nacque a Vancouver nel 1912, figlia di Rose Thompson e di John Olaf Hovick, un cronista del Times di Seattle di origine norvegese. La coppia si trovava a Vancouver per una visita al padre di Hovick, che svolgeva la professione di architetto in quella città. L'anno di nascita di June resta comunque incerto, poiché negli anni successivi Rose Thompson, tentando di aggirare la restrittiva legislazione americana sul lavoro minorile, esibirà più di una versione contraffatta del certificato di nascita della figlia, contribuendo a mantenere l'incertezza. Due anni dopo la nascita di June, i genitori divorziarono e Rose Thompson rimase a vivere a Seattle presso i propri genitori. Fermamente convinta del talento artistico della figlia, la incoraggiò fin dall'età due anni e mezzo a prendere lezioni di danza classica.
June e la sorella maggiore Rose (la futura star del burlesque Gypsy Rose Lee) vennero spinte dalla caparbia e ambiziosa Rose Thompson, vera e propria "stage mother", verso una carriera teatrale che prese il via nei circuiti del vaudeville. La donna ottenne per le figlie una prima importante scrittura presso il Pantages Theatre di Seattle, uno dei teatri di varietà fondati negli Stati Uniti dall'impresario Alexander Pantages, dove Rose Thompson iniziò a proporre uno spettacolo musicale da lei personalmente ideato, in cui la figlia maggiore cantava, mentre la più talentuosa June eseguiva numeri di danza classica con il nome di Baby June, e più tardi di Dainty June.
Per diversi anni la compagnia di Rose Thompson, via via più numerosa con l'ingresso di nuovi ballerini e danzatrici, andò in tournée con alterna fortuna attraverso gli Stati Uniti, approdando nel 1918 anche a Hollywood, dove June partecipò come attrice bambina a un paio di film muti, sfruttando la propria capacità di piangere a comando. Dotata di grandi occhi dall'azzurro intenso e di una splendente capigliatura bionda, con il suo talento di ballerina June continuò a essere la stella della compagnia teatrale di Rose Thompson fino all'età di sedici anni, quando, stanca della ripetitività del suo ruolo di eterna bambina del varietà, decise improvvisamente di abbandonare la famiglia e la compagnia teatrale, allontanandosi con Bobby Reed, un ballerino della troupe che sposò all'inizio del 1929.

### Gli esordi come attrice
Lasciatasi alle spalle la precaria carriera nel vaudeville, genere ormai in declino, e desiderosa di diventare attrice, per un certo periodo June non diede notizie di sé alla madre e alla sorella, limitandosi a inviare loro una cartolina dall'Arena Connely di San Francisco, dove lei e Bobby venivano ritratti durante una delle manifestazioni tipiche degli anni della Grande depressione, le estenuanti maratone di ballo in cui coppie di disperati senza lavoro danzavano fino allo stremo delle forze per intere giornate, allo scopo di vincere il premio in denaro messo in palio e di assicurarsi il vitto almeno per qualche giorno.
Durante la prima metà degli anni trenta, mentre la sorella Rose stava affermandosi come stella del burlesque, June assunse il cognome d'arte "Havoc" e colse i primi frutti del suo lungo apprendistato come attrice teatrale, ottenendo il primo ruolo di un certo rilievo a Broadway nel 1936, grazie alla pièce Melodia proibita di Sigmund Romberg. Il successo personale le fece ottenere in seguito altre importanti scritture, come il ruolo della chorus girl Gladys Bumps nel musical Pal Joey (1940) di Richard Rodgers e Lorenz Hart, in cui recitò a fianco dell'esordiente Gene Kelly, e partecipazioni a Sadie Thompson (1944), basato su un racconto di William Somerset Maugham, in cui sostituì la protagonista Ethel Merman, Mexican Hayride (1944), con musiche di Cole Porter, e That Ryan Girl (1945).

### Il cinema e la regia teatrale
Nel frattempo la Havoc iniziò a comparire anche sul grande schermo, debuttando con Four Jacks and a Gill (1942), al fianco di Desi Arnaz, e partecipando a commedie musicali come Mia sorella Evelina (1942) e Vecchia San Francisco (1943). Tra i suoi film più importanti sono da ricordare Barriera invisibile (1947), nel ruolo di segretaria di un giornalista (Gregory Peck) che conduce una difficile inchiesta sull'antisemitismo, la commedia Ho sposato un demonio (1949), con Betty Hutton e Victor Mature, il poliziesco Ultimatum a Chicago (1949), accanto ad Alan Ladd, e il melodramma Adultera senza peccato (1952), al fianco di James Mason.
Tranne che per il dramma giudiziario Ricatto a tre giurati (1956), negli anni successivi la Havoc tralasciò il grande schermo e si dedicò alla televisione, comparendo in diversi show di intrattenimento e serie come Gli intoccabili (1960). La sua notorietà ebbe nuovo impulso con la pubblicazione nel 1957 di Gypsy, il volume di memorie scritto dalla sorella Gypsy Rose Lee, che ispirò prima il musical omonimo (1959), interpretato da Ethel Merman, poi il film La donna che inventò lo strip-tease (1962), con Natalie Wood nel ruolo di Gypsy e Rosalind Russell in quello di Rose Thompson.
Dagli anni sessanta, a parte una breve parentesi televisiva con uno spettacolo personale (The June Havoc Show nel 1964), la Havoc riprese l'attività teatrale, scrivendo e dirigendo la pièce Marathon 33 (1963), basata sulle esperienze vissute durante le maratone danzanti degli anni trenta (tema che verrà ripreso nel 1969 dal film Non si uccidono così anche i cavalli?) e interpretata a Broadway da Julie Harris. Marathon 33 le consentì di ottenere una candidatura al premio Tony Award quale migliore regista, ma lo spettacolo terminò dopo sole 48 rappresentazioni. La direzione teatrale impegnò in seguito la Havoc sia a Broadway che nei circuiti Off-Broadway, concedendole comunque il tempo di scrivere altri due lavori teatrali e due volumi autobiografici, Early Havoc (1959) e More Havoc (1980). Tra le sue ultime interpretazioni sul palcoscenico sono da ricordare quella di Mrs. Swabb in Habeas Corpus (1975) e di Miss Hannigan nel musical Annie (1982).

## Vita privata
Dopo il primo breve matrimonio con Bobby Reed, la Havoc ebbe una relazione con Jamie Smythe, promoter di maratone danzanti, dal quale ebbe la sua unica figlia April Hyde (nata nel 1930). April ebbe una breve carriera di attrice negli anni cinquanta con il nome d'arte di April Kent, e morirà nel 1998. La Havoc si sposò per la seconda volta nel 1935 con Donald S. Biggs e, dopo il divorzio, si unì in matrimonio con il produttore e regista radiofonico e televisivo William Spier, che morì nel 1973.
Artisticamente longeva, June Havoc apparve per l'ultima volta sul grande schermo nell'horror I vampiri di Salem's Lot (1987), e alla televisione in alcuni episodi delle serie Aspettando il domani (1986), La signora in giallo (1987-1989) e General Hospital (1990). Nel 2003 l'Abingdon Theatre di New York venne reintitolato in suo onore June Havoc Theatre.
L'attrice morì per cause naturali il 28 marzo 2010 nella sua residenza di Stamford (Connecticut), all'età di 97 anni.

## Filmografia

### Cinema
- On the Jump, regia di Alfred J. Goulding (1918) (con il nome di June Hovick)
- Hey There, regia di Alfred J. Goulding (1918) (con il nome di June Hovick)
- Four Jacks and a Gill, regia di Jack Hively (1942)
- Sing Your Worries Away, regia di A. Edward Sutherland (1942)
- La città della polvere (Powder Town), regia di Rowland V. Lee (1942)
- Mia sorella Evelina (My Sister Eileen), regia di Alexander Hall (1942)
- Non c'è tempo per l'amore (No Time for Love), regia di Mitchell Leisen (1943)
- Vecchia San Francisco (Hello Frisco, Hello), regia di H. Bruce Humberstone (1943)
- Hi Diddle Diddle, regia di Andrew L. Stone (1943)
- Timber Queen, regia di Frank McDonald (1944)
- Casanova in Burlesque, regia di Leslie Goodwins (1944)
- Milioni in pericolo (Brewster's Millions), regia di Allan Dwan (1945)
- Barriera invisibile (Gentleman's Agreement), regia di Elia Kazan (1947)
- Contrabbando a Shanghai (Intrigue), regia di Edwin L. Marin (1947)
- Il sipario di ferro (The Iron Curtain), regia di William A. Wellman (1948)
- When My Baby Smiles at Me, regia di Walter Lang (1948)
- Ho sposato un demonio (Red, Hot and Blue), regia di John Farrow (1949)
- Ultimatum a Chicago (Chicago Deadline), regia di Lewis Allen (1949)
- La prigioniera n. 27 (The Story of Molly X), regia di Crane Wilbur (1949)
- Una sposa insoddisfatta (Mother Didn't Tell Me), regia di Claude Binyon (1950)
- Lo sfruttatore (Once a Thief), regia di W. Lee Wilder (1950)
- Follow the Sun, regia di Sidney Lanfield (1951)
- Adultera senza peccato (Lady Possessed), regia di William Spier (1952)
- Ricatto a tre giurati (Three for Jamie Dawn), regia di Thomas Carr (1956)
- The Private Files od Edgar J. Hoover, regia di Larry Cohen (1977)
- Can't Stop the Music, regia di Nancy Walker (1980)
- I vampiri di Salem's Lot (A Return to Salem's Lot), regia di Larry Cohen (1987)

### Televisione
- General Electric Theater – serie TV, episodio 2x21 (1954)
- Willy – serie TV, 39 episodi (1954-1955)
- The Errol Flynn Theatre – serie TV, episodi 1x20-1x26 (1957)
- Mr. Broadway, regia di Sidney Lumet (1957) (film TV)
- Panico (Panic!) – serie TV, episodio 1x18 (1957)
- Gli intoccabili (The Untouchables) – serie TV, 1 episodio (1960)
- La legge di Burke (Burke's Law) – serie TV, episodio 2x05 (1964)
- The Boy Who Stole the Elephant, regia di Michael Caffey (1970) (film TV)
- McMillan e signora (McMillan & Wife) – serie TV, 1 episodio (1971)
- Nightside, regia di Richard Donner (1973) (film TV)
- La signora in giallo (Murder, She Wrote) – serie TV, episodi 3x21-6x03 (1987-1989)

## Doppiatrici italiane
- Franca Dominici in Barriera invisibile, Una sposa insoddisfatta
- Marcella Rovena in Ho sposato un demonio
- Andreina Pagnani in Ultimatum a Chicago
- Rina Morelli in Adultera senza peccato
- Lydia Simoneschi in Ricatto a tre giurati
- Germana Dominici in I vampiri di Salem's Lot
- Elsa Camarda in La signora in giallo (ep. 3x21)
- Marzia Ubaldi in La signora in giallo (ep. 6x03)